# Benjamin Harrison (wioślarz)
Benjamin Harrison (ur. 28 marca 1985) – amerykański wioślarz.

## Osiągnięcia
- Mistrzostwa Świata – Linz 2008 – dwójka ze sternikiem – 9. miejsce[1].